# Cadran canonial
Pour les articles homonymes, voir Cadran.

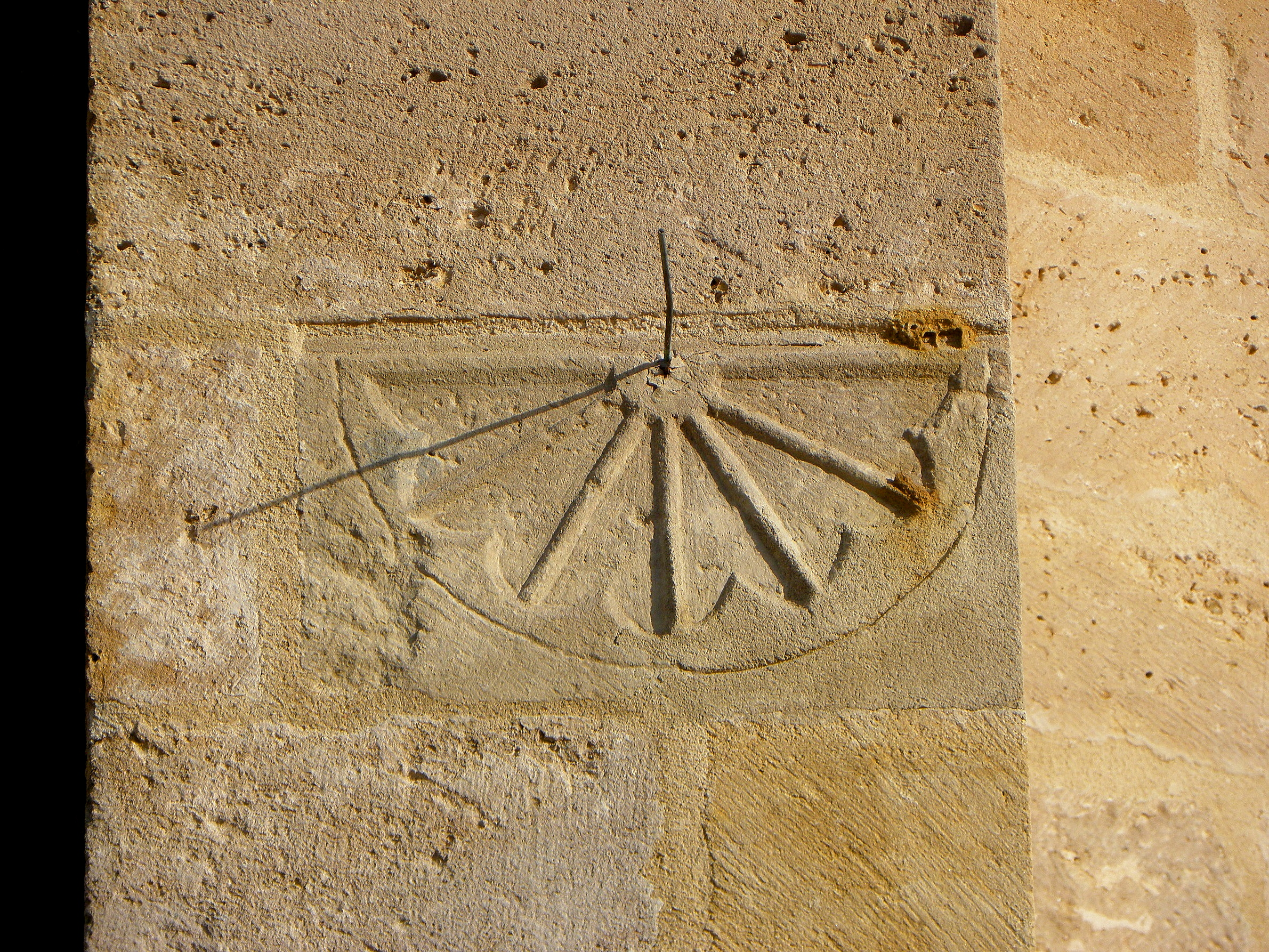
Cadran canonial de la collégiale Notre-Dame d'Uzeste (Gironde, France).

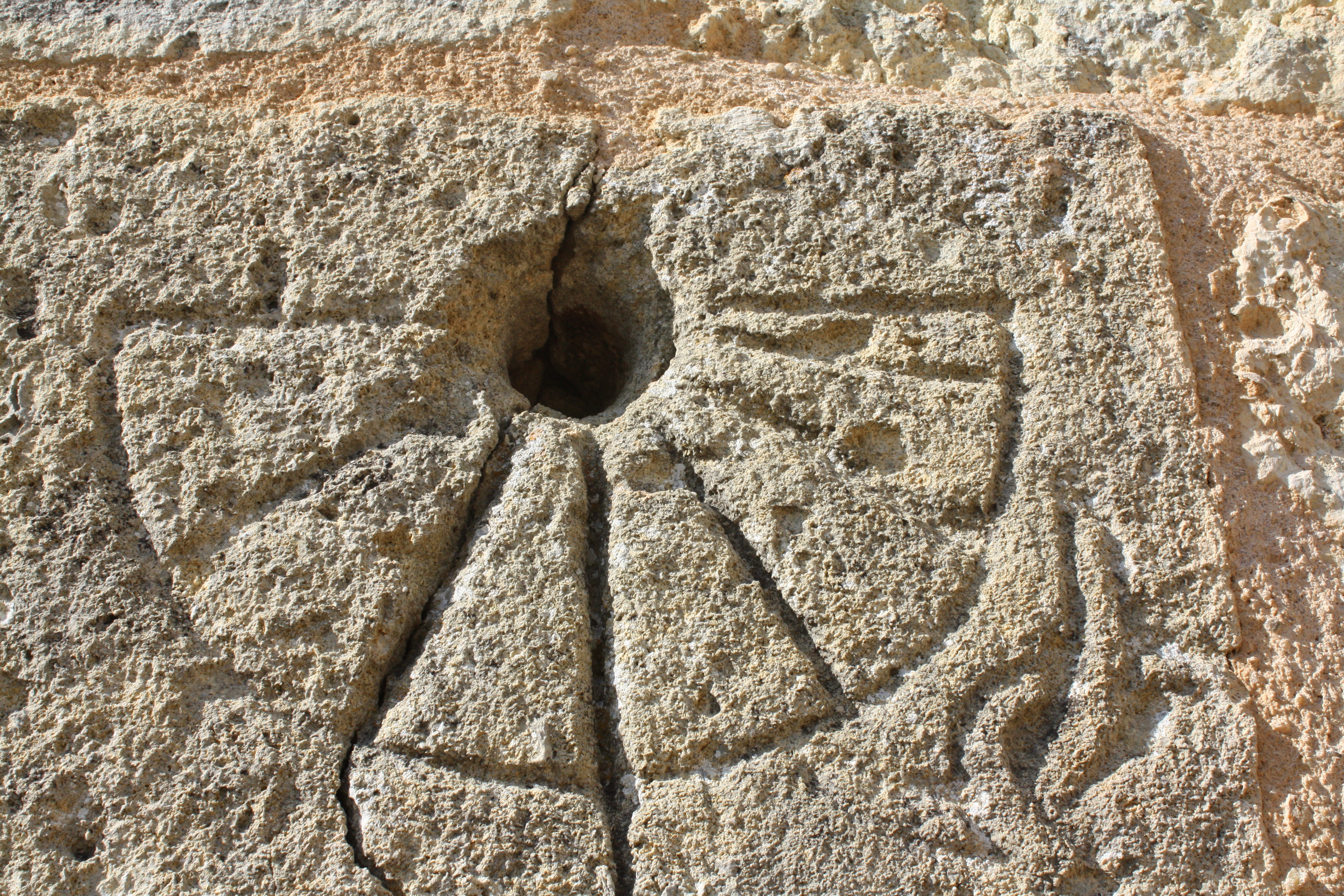
Le tracé en demi-cercle des premiers cadrans canoniaux est partagé par des rayons en quatre parties correspondant aux heures canoniales, puis, au cours des siècles, en six, huit, et même douze heures de la journée.

Un cadran canonial est une espèce de cadran solaire utilisé du VIIe au XIVe siècle pour indiquer aux membres d'une communauté religieuse le début des actes liturgiques.

## Description
Un cadran canonial est une marque lapidaire de petites dimensions que l’on trouve sur les façades sud des édifices religieux médiévaux. Il s'agit d'une sorte de cadran solaire dont la fonction n'est pas de donner l'heure de la journée, mais d'indiquer à une communauté religieuse les instants de début des actes liturgiques qui les réunissent, instants correspondant grossièrement aux heures canoniales.
Le cadran a la forme d'un demi-cercle (parfois un cercle complet) divisé en 4, 6, 8 ou 12 secteurs égaux. Au centre du cercle, une tige horizontale (le style), perpendiculaire au mur, projetait une ombre servant à indiquer, au long de la journée, les moments de prière. Les tiges d'origine, probablement en bois, ont disparu, laissant un trou circulaire.
Aux VIe et VIIe siècles, chaque congrégation avait son propre rite et le nombre de graduations des premiers cadrans varie. Vers le VIIIe siècle, la règle de saint Benoît, utilisée par les bénédictins et plus tard aussi par les cisterciens, s'impose. Ses sept célébrations sont : Laudes, Prime, Tierce, Sexte, None, Vêpres et Complies. On appela alors ces cadrans « canoniaux » parce qu'ils servaient à marquer les heures canoniales. Par convention, lorsque l’ombre du « gnomon » tombait sur une ligne droite, telle prière devait être faite ou tel office célébré. Ils ne comportaient aucune indication chiffrée.
Ces cadrans, à hauteur d'homme, sont souvent situés près de la porte d'entrée. Certains, dans des abbayes ou collégiales, sont gravés avec soin, mais le plus souvent, dans certaines petites églises rurales, leur facture est très grossière et il est parfois difficile de les distinguer d'un graffiti.

Cadrans canoniaux « typiques »
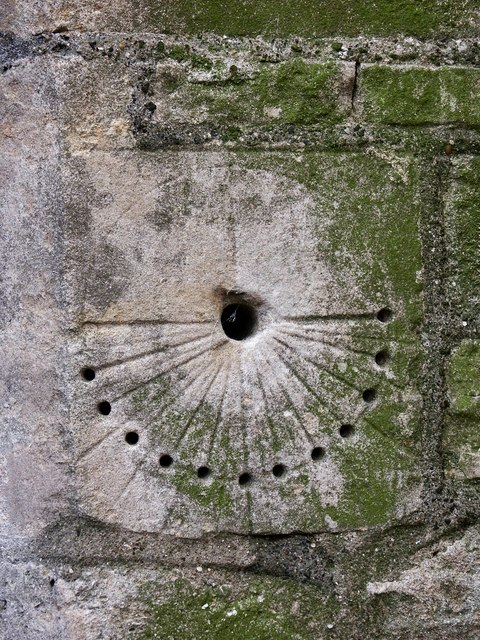
St. Michael's church Coningsby, Lincolnshire, Royaume-Uni.
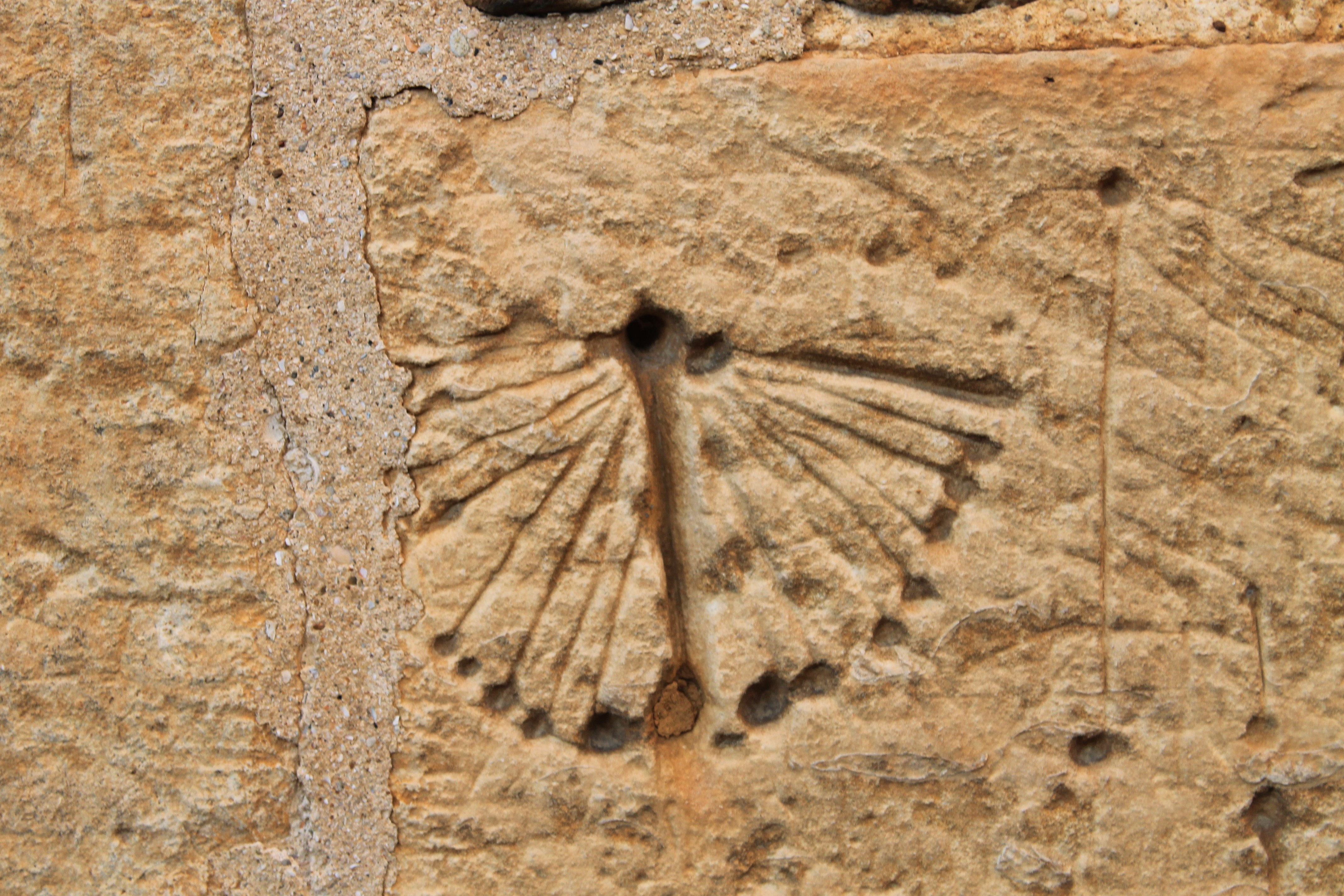
Saint-Martin, Fresney-le-Puceux, Calvados, France.
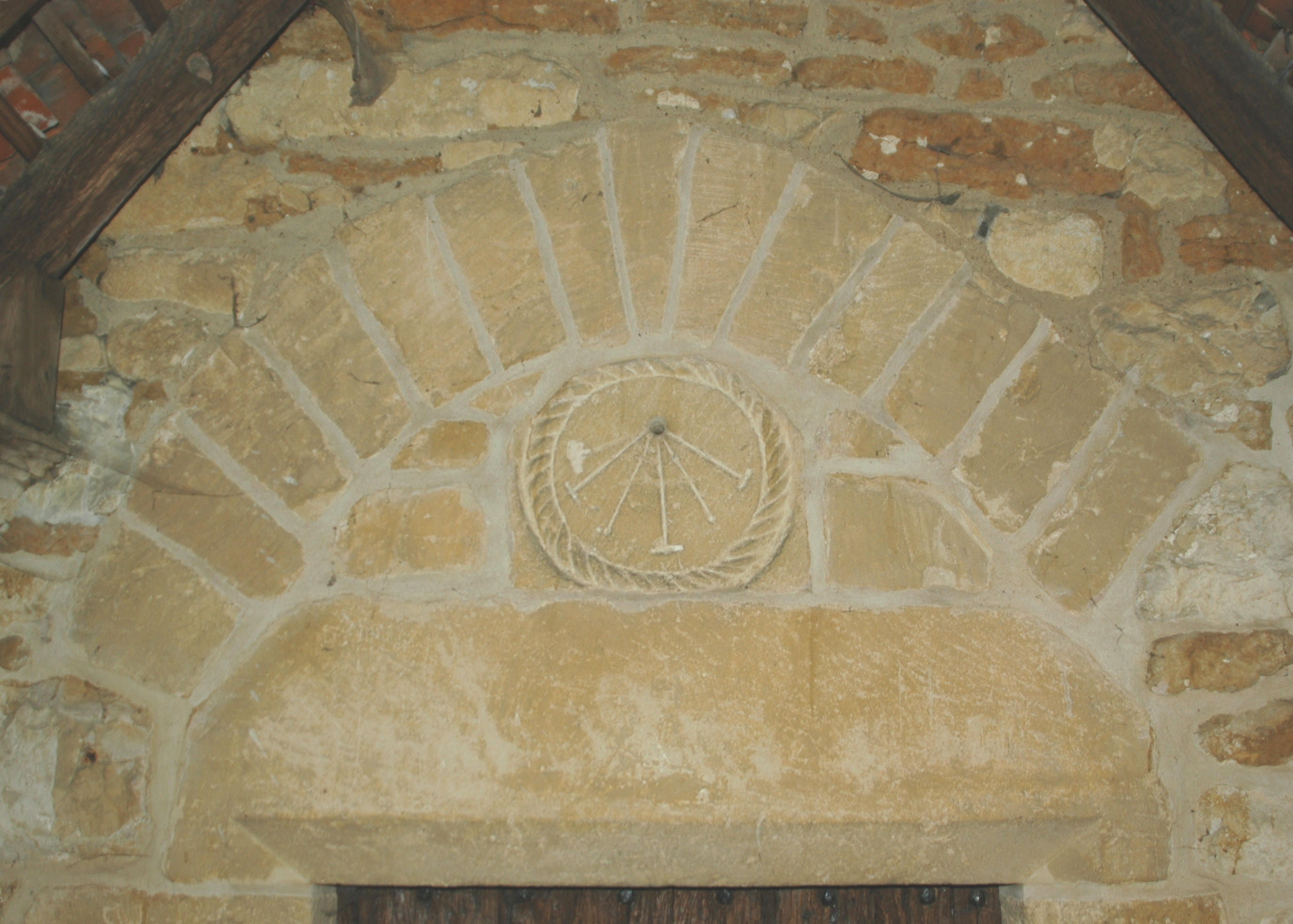
St Peter's church Marsh Baldon, Oxfordshire, Royaume-Uni.

Les exemples des cadrans de Bewcastle (VIIe siècle) et de Kirkdale (XIe siècle), sont uniques. Le premier, qui est le plus ancien cadran canonial connu en Angleterre, est sculpté sur une croix celtique et le second indique le nom du prêtre et du sculpteur. Au XIIIe siècle, un cadran canonial peut être une sculpture très sophistiquée, comme celui de la cathédrale de Strasbourg.

Cadrans canoniaux « élaborés »
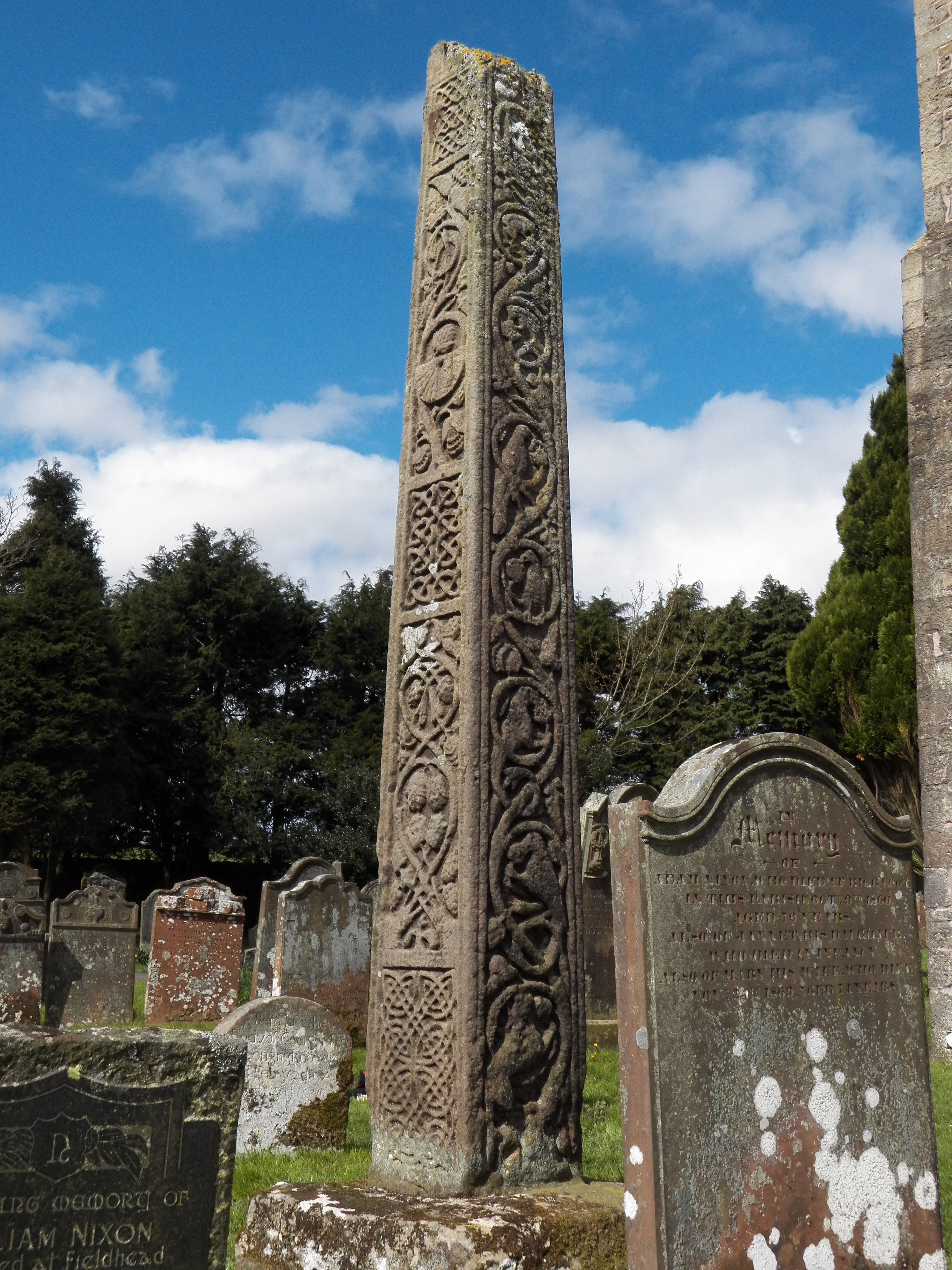
Croix celtique Bewcastle Cumbria, Royaume-Uni.
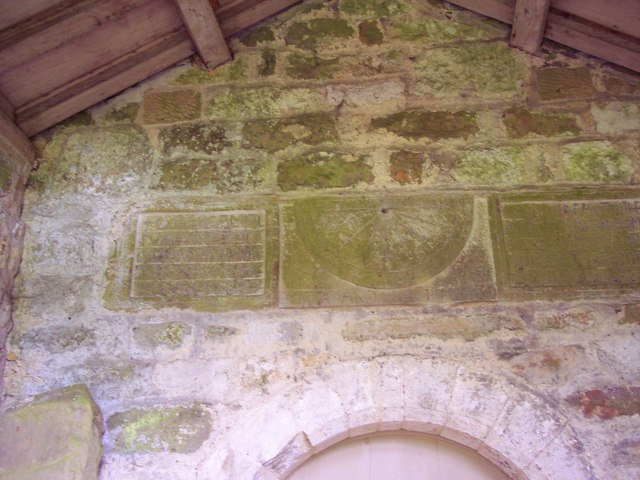
St. Gregory's Minster, Kirkdale, Yorkshire, Royaume-Uni.
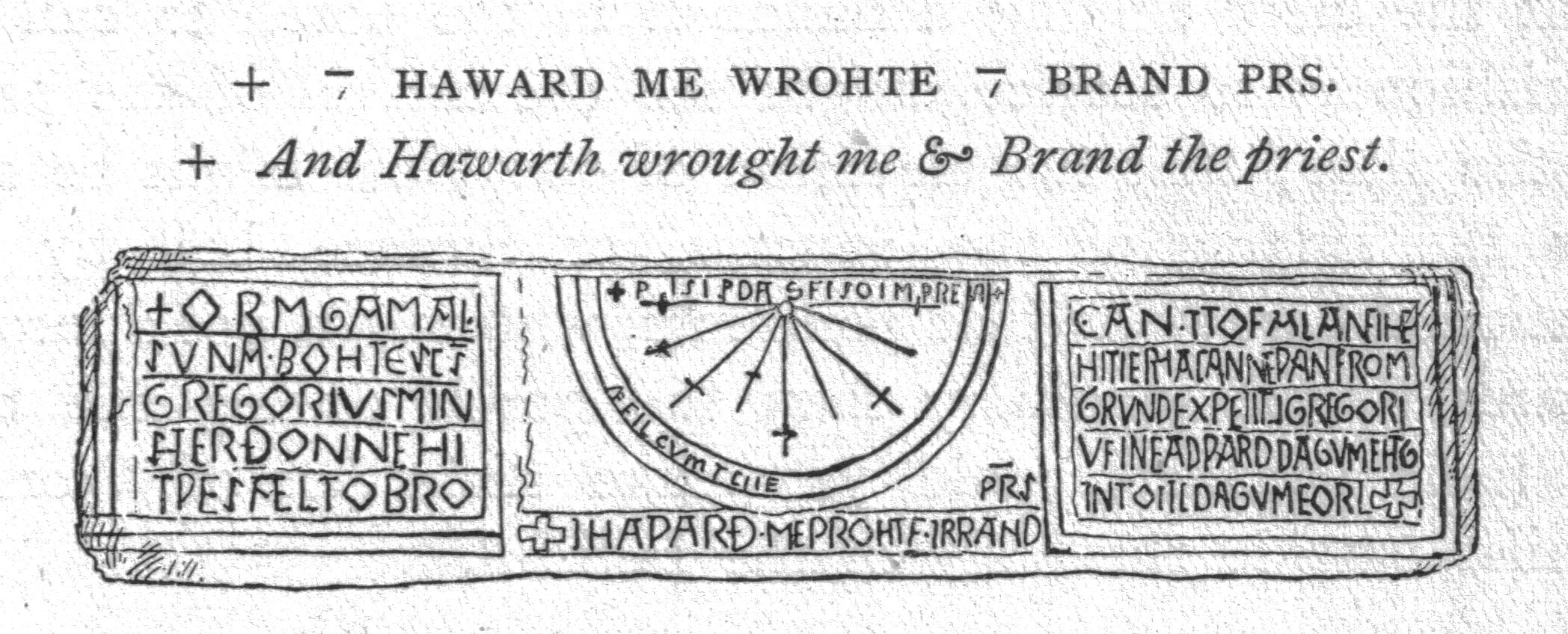
Dessin du cadran de Kirkdale (c. 1065) (Wall J. Charles, 1912).
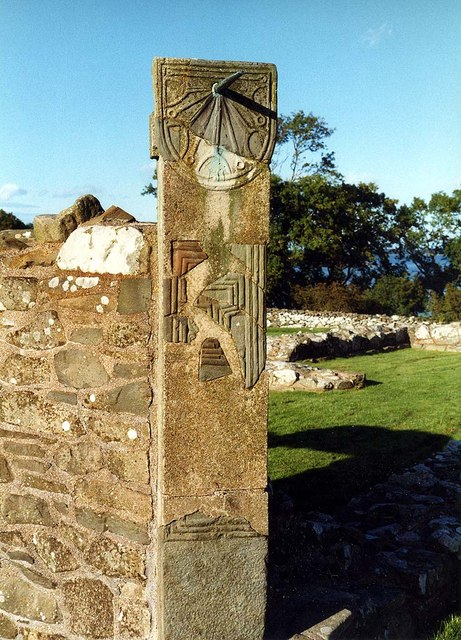
Abbaye de Nendrum, Irlande du Nord.
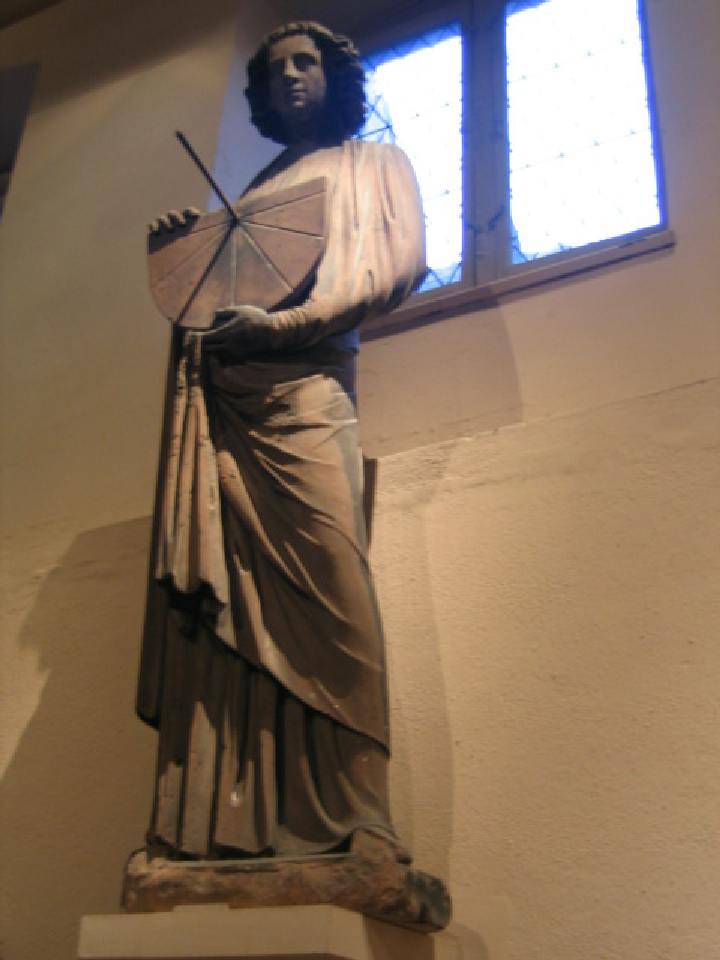
Cathédrale de Strasbourg, France (c. 1240).

C'est vers la fin du VIIe siècle, sous l'influence de Bède le Vénérable (né en Angleterre en 632), que se généralisent les cadrans canoniaux. Les missions des moines anglais, irlandais et écossais disséminent ce type de cadran partout en Europe.
Les cadrans canoniaux furent utilisés jusqu'au XVIe siècle. Cependant, à partir du XIVe siècle, les cathédrales et grandes églises commencèrent à utiliser des horloges et les cadrans canoniaux perdirent leur utilité, sauf pour les petites églises rurales.
Plus de 3 000 cadrans canoniaux ont été recensés en Angleterre, et environ 1500 en France, principalement en Normandie, en Touraine, en Charente et dans les monastères sur les chemins de Compostelle.

## Historique
Plusieurs questions essentielles se posent, d'une part au sujet de l'utilisation et de l'adaptation des cadrans solaires à des fins liturgiques à partir du VIIe siècle en Angleterre et, d'autre part, quels étaient l'usage des heures au début de la chrétienté et l'origine potentielle de ce type de cadran, car ce n'est pas une invention anglaise.

### L'utilisation liturgique
En Europe, au VIIe siècle, les moines, soucieux d'organiser et de faire respecter le temps consacré à la prière, fixent le rythme des offices religieux
Dans la première moitié du VIe siècle, saint Benoit avait mis en place une vie communautaire solidement structurée, sous l’autorité d’un père spirituel, l’abbé. Il organisa la vie des moines à travers trois activités principales : l’office divin (Opus Dei, ou œuvre de Dieu), la lecture priante de l’Écriture Sainte ou d’auteurs spirituels (lectio divina) et le travail manuel. Comme dans toutes les traditions monastiques, la prière occupe une place centrale. Les différents offices sont basés sur la règle de saint Benoît : huit heures canoniques (canoniales), séparées par des intervalles de sommeil, de lecture et de travail, sont réservées pour les offices du culte.

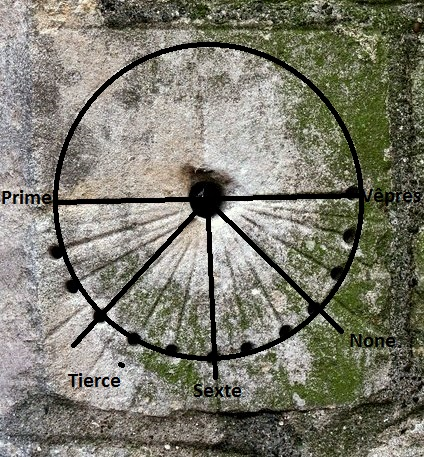

Les moments de prières définiront les heures canoniales :
- Laudes ou Matines, à l’aurore (avant le lever du soleil), 4 coups de cloche ;
- Prime, première « heure » du jour, l'ombre du stylet est sur la ligne d’horizon du cadran, vers l'ouest, 3 coups de cloche ;
- Tierce, troisième « heure » du jour, l'ombre est à 45°, vers l'ouest, 2 coups de cloche ;
- Sexte, sixième « heure » du jour (midi), l'ombre est à la verticale, vers le bas, 1 coup de cloche ;
- None, neuvième « heure » du jour, l'ombre est à 45°, vers l'est, 2 coups de cloche ;
- Vêpres, douzième « heure » du jour, l'ombre est sur la ligne d’horizon du cadran, vers l'est, 3 coups de cloche ;
- Complies, après le coucher du soleil, 4 coups de cloche ;
- Matines ou Vigiles, mi-nuit.

L'appellation des heures canoniales de jour est sensiblement la même que celle employée pour qualifier les heures temporaires de jour chez les Romains. 
Le cadran canonial va donner des repères conventionnels « temps » aux moments des prières définis par la liturgie des « heures ». Ces dernières  n‘ont aucune attache directe avec les heures « civiles » d'origine astronomique (en l'occurrence les heures de l'époque, c'est-à-dire les heures temporaires. Les heures canoniales, déterminées par l'emplacement géographique, sont rythmées par les variations des saisons de façon naturelle.
Les lignes qui correspondent aux cinq moments d’oraison de la journée — de Prime à Vêpres — constituent l’ossature du cadran canonial. Mais, pour des raisons de vie communautaire, un cadran canonial peut comporter des lignes horaires autres que canoniales. En fait, dans la règle de Saint Benoit, il est dit que chaque communauté est libre d’adapter son temps en fonction des impératifs du moment. Cela laisse la possibilité de créer des lignes intermédiaires qui correspondent à d'autres besoins de la communauté. Pour ne pas se perdre dans des tracés supplémentaires, les lignes qui correspondent aux prières sont soit plus longues que les autres, soit marquées d'une croix. La majorité des cadrans canoniaux ont des secteurs supplémentaires (entre 6 et 12 lignes dans le demi-cercle). L'interprétation de ces lignes supplémentaires, si on ne connait pas le fonctionnement de la communauté religieuse, est un sujet de spéculation.
Très fréquemment, on trouve des trous percés sur la circonférence du demi-cercle. T.W. Cole a suggéré que ces trous n'étaient pas destinés à des tiges supplémentaires car ils sont peu profonds, mais, étant donné que les églises étaient peintes en badigeon blanc, les petits trous étaient facilement repérables après la peinture de la façade. Un simple grattage suffisait pour reconstituer les heures canoniales du cadran.

### L'origine du cadran canonial

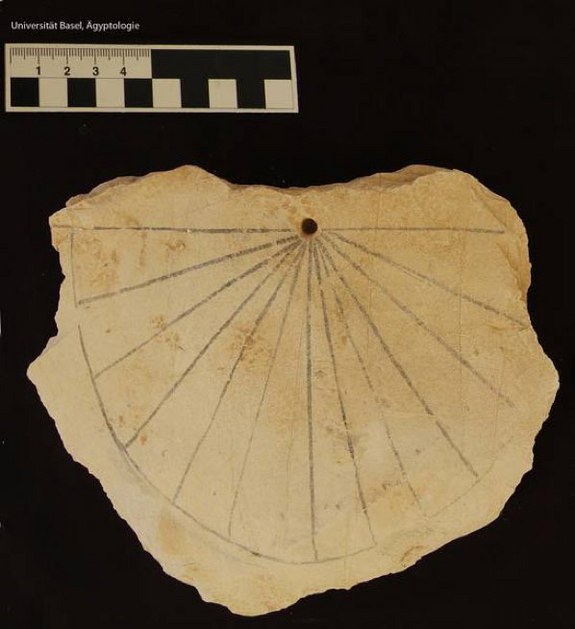
Cadran égyptien ? (c. -1500).

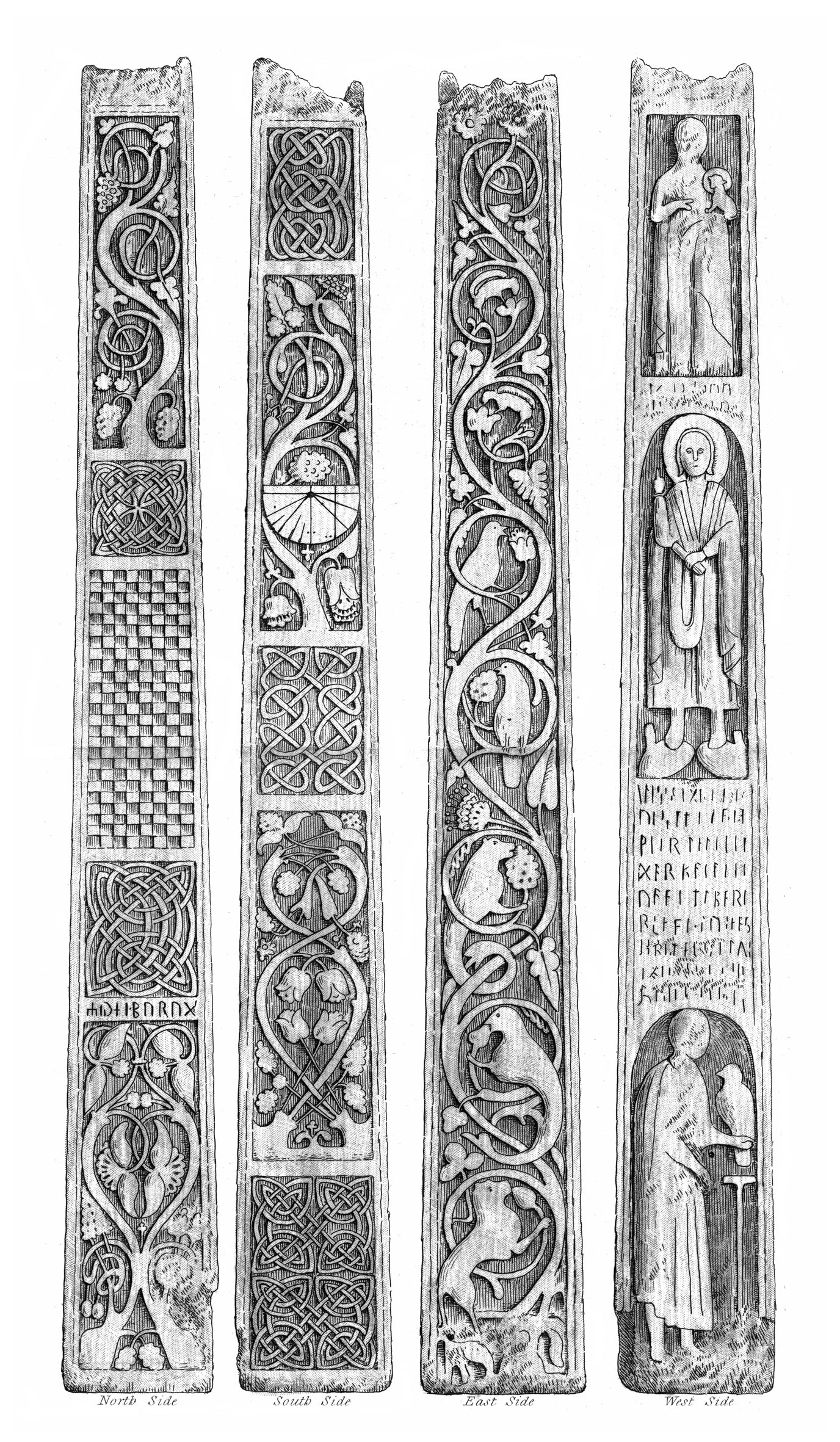
Les quatre faces de la croix de Bewcastle
(Le cadran canonial apparaît sur la deuxième face.)

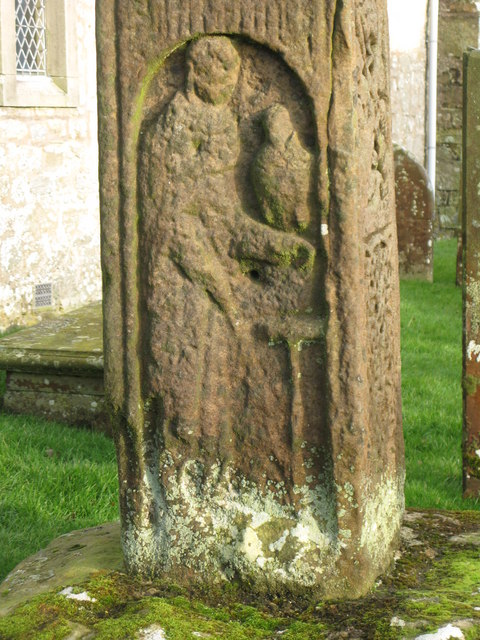
Saint Jean et un faucon.

Le plus ancien cadran canonial connu se trouve sur la face sud d'une croix celtique, érigée au sud de l'église Saint-Cuthbert, à Bewcastle dans le nord-ouest de l'Angleterre. Elle date du VIIe siècle. Le sculpteur a fait une riche croix, avec toute la décoration celtique habituelle, et, sur la face sud, se trouve un cadran sculpté d'une très grande précision. Le cadran est divisé en douze secteurs égaux. On n'a pas trouvé d'autres représentations antérieures au Royaume-Uni, ni en sculpture, ni en manuscrit. À partir de ce moment, les représentations de ce cadran vont se répandre, mais très souvent avec une qualité sculpturale moindre. Il semble donc probable que le modèle du cadran de Bewcastle ait été importé tel quel.
T.W. Cole a proposé une explication plausible, qui est corroborée par le Dr David Thomson.
La croix est probablement l’œuvre d'artisans amenés en Angleterre par Benoît Biscop dans les années 670 pour agrandir l'abbaye de Wearmouth-Jarrow, un des plus importants centres culturels de Northumbrie. Biscop, abbé bénédictin, a fait plusieurs voyages à Rome et a ramené en Angleterre beaucoup de livres et reliques et des sculpteurs syriens, qui ont fui les persécutions des chrétiens pendant l'invasion islamique de la Syrie et de l'Égypte. La croix elle-même présente des ressemblances avec l'art égyptien et syrien : des reliefs du Ve siècle dans le musée du Caire et le relief d'un homme avec un faucon (supposé être Jean l'Évangéliste avec son aigle) est semblable à un modèle syrien de saint Jean avec une lampe à huile. Le cadran solaire est presque identique à un ancien cadran égyptien qui était toujours utilisé en Palestine au VIIe siècle.
Le système temporel associé à ces cadrans est le même que celui utilisé en Palestine au début de l'ère chrétienne. Ce système est facile à reconstruire, car les auteurs des évangiles notaient l'heure des évènements. On sait qu'il y avait 12 « heures » dans la journée (Jean, chap XI, v 9) ; que les « heures » étaient comptées depuis le lever du soleil jusqu'au coucher (Matt. chap. XX, v. 1 - 12). Mention est faite des 3e et 6e « heures » (Matt. ch. XX, v. 3 et 5), de la 9e « heure » (Matt. XX, 5), de la 10e (Jean, ch. I v. 39), de la 11e (Matt. ch XX, v. 6) et de la 12e (Jean ch. XI, v. 9). En plus, l'heure était l'unité de temps, car on trouve des durées d'une heure (Luc, ch. XXII, v. 59), de deux heures (Actes, ch. XIX, v. 34), trois heures (Actes, ch. XXII, v. 59) ainsi que d'une demi-heure (Rév. ch. VIII, v. 1).
Les « heures », qui correspondent aux événements pendant la crucifixion, sont parmi les heures canoniques de saint Benoît et le seul instrument disponible à l'époque, capable d'indiquer ces « heures » était le cadran égyptien[réf. nécessaire], dont celui de Bewcastle est une copie.
L'élève et successeur de Benoît Biscop fut Bède le Vénérable, responsable de la dissémination des cadrans canoniaux[réf. nécessaire]...

## Des heures temporaires aux heures  canoniales
Sur un cadran d'heures temporaires vertical-méridional, le tracé des lignes horaires varie suivant la latitude du lieu.

Sur un cadran canonial, le tracé des heures est effectué « à la règle et au compas » en suivant la méthode empirique de division d'un demi-cercle en douze secteurs égaux (voir supra). Il n'est pas tenu compte de la latitude du lieu.

La galerie de cadrans suivante propose trois tracés réunissant heures temporaires et heures canoniales aux latitudes respectives de 35°, 45° et 55°. La latitude de 35° correspond à celle du Maghreb et celle de 55° à celle du nord de l'Angleterre où ont été trouvés les premiers cadrans canoniaux. Les heures temporaires sont en noir, les heures canoniales en rouge.

Des heures temporaires aux heures  canoniales
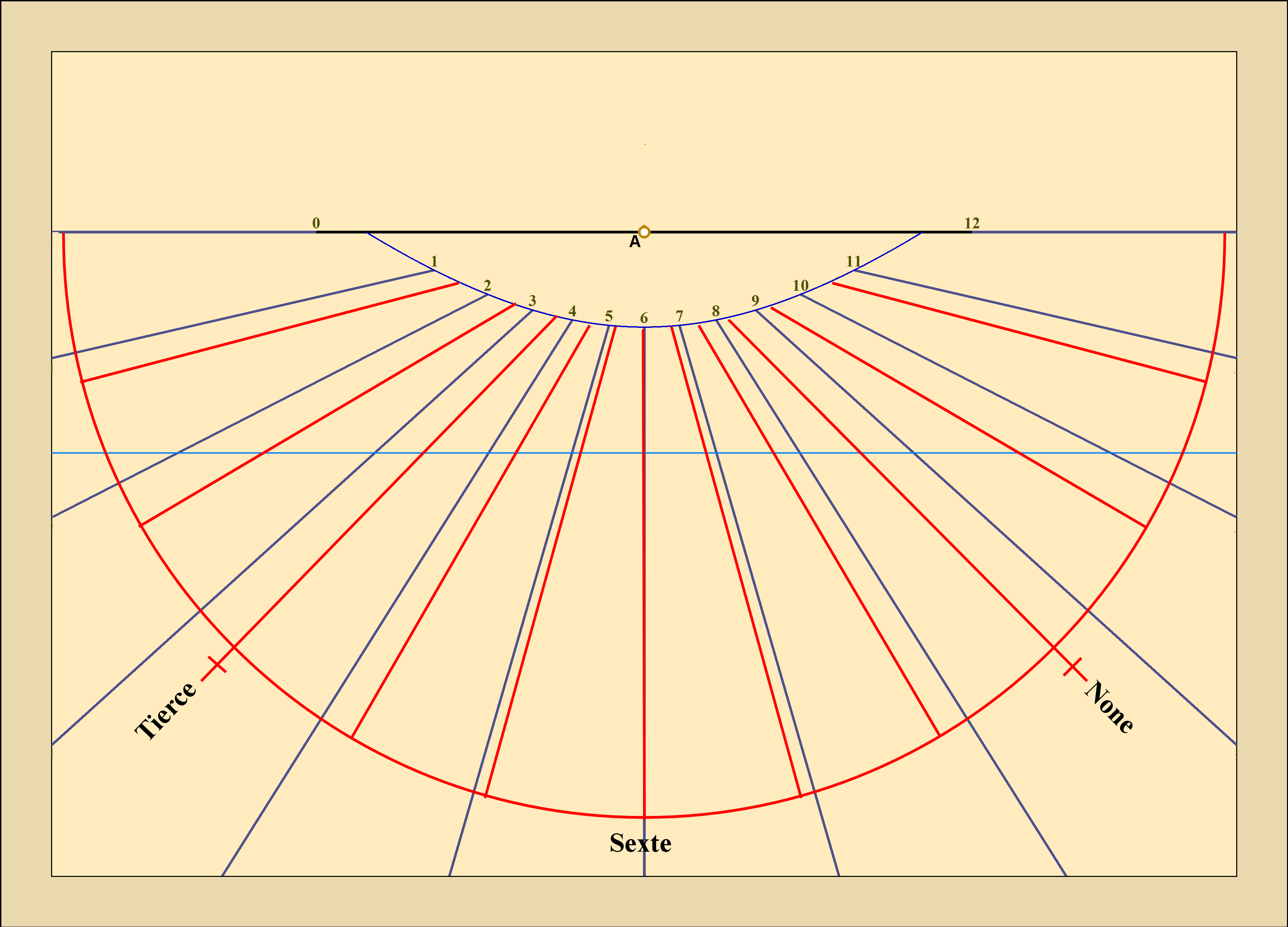
Cadran pour une latitude de 35°
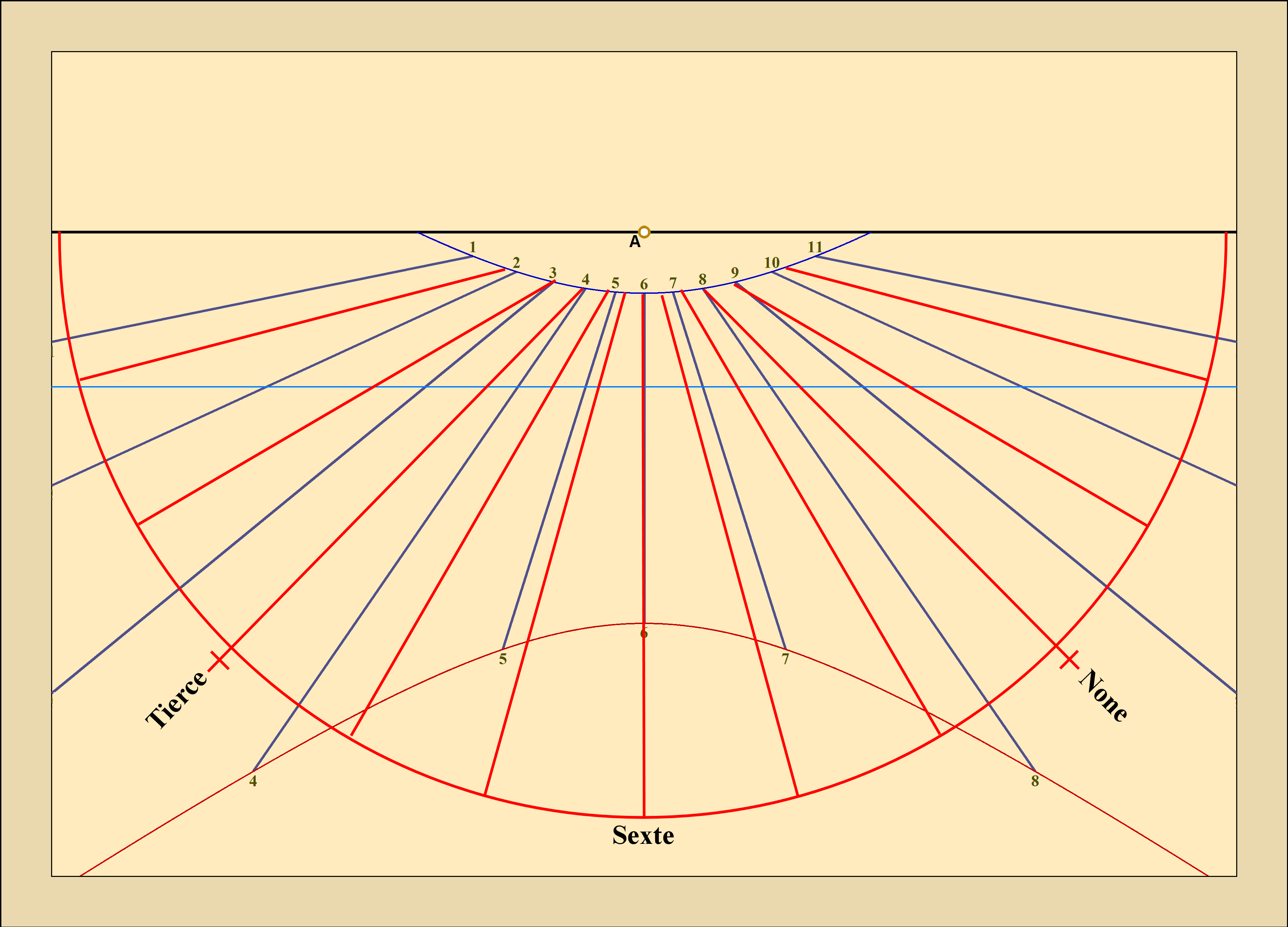
Cadran pour une latitude de 45°
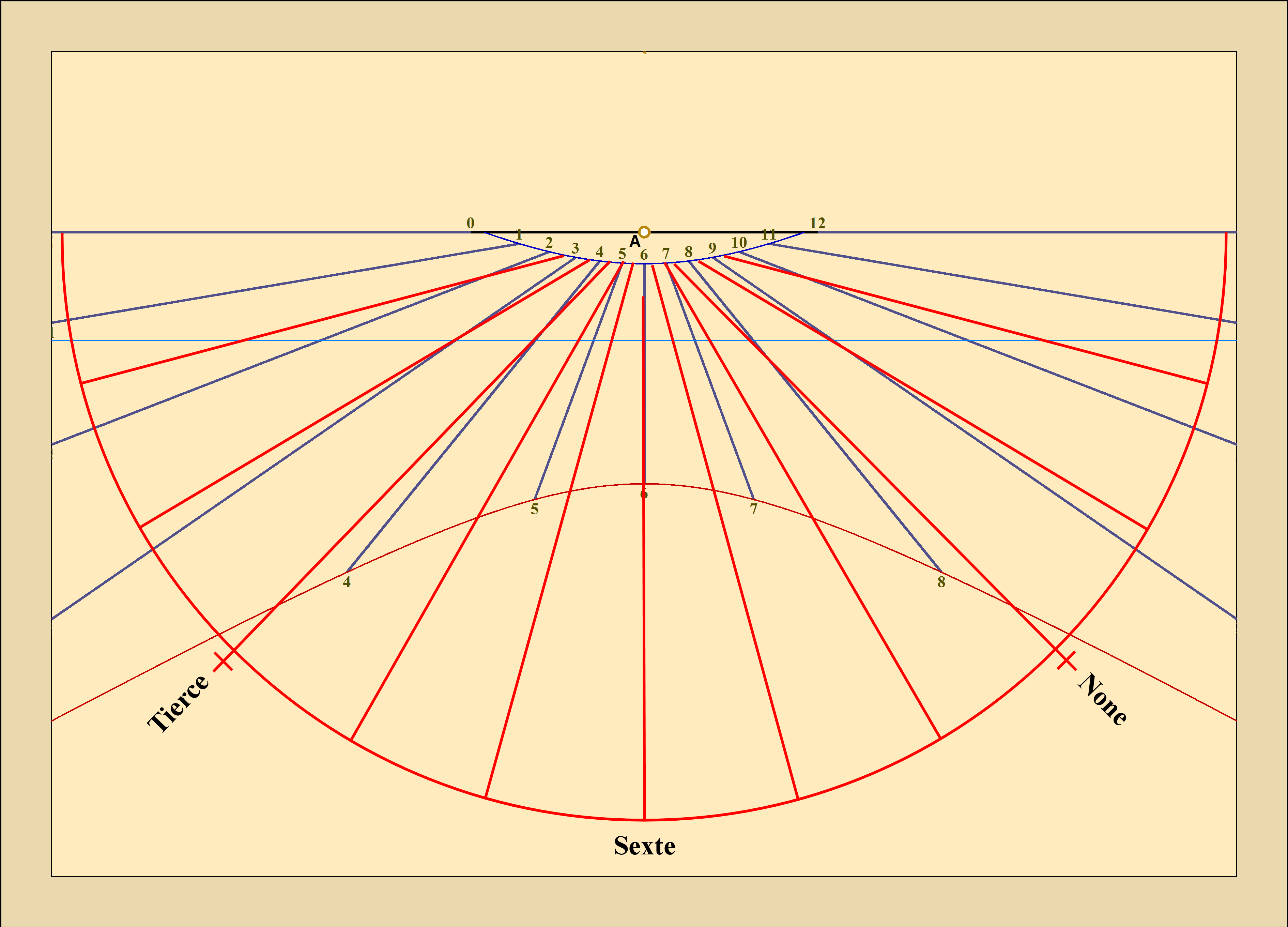
Cadran pour une latitude de 55°

Ces figures permettent de constater rapidement les écarts (en heures temporaires) entre heures temporaires et heures canoniales.

Ces écarts sont maxima pour tierce et none ; on peut souligner surtout que les écarts globaux sont moindres pour la latitude de 35°, ce qui autorise à penser que l'origine des cadrans canoniaux se trouve vers des latitudes de cet ordre et peut-être vers la Palestine d'une latitude d'environ 31°…

La transposition de ce type de cadran pour le nord de l'Angleterre donne des écarts importants dont on se satisfaisait au Moyen Âge. Ce tracé simple a permis aux cadrans canoniaux de proliférer jusqu'à la prédominance des heures équinoxiales liées à l'horloge mécanique, vers les XVe et XVIe siècles.